# Sven Lindberg
Sven Lindberg (født 20. november 1918 i Stockholm, død 25. december 2006 smst) var en svensk skuespiller.

## Udvalgt filmografi
- 1989 – Den inbillade sjuke
- 1978 – Picassos eventyr
- 1964 – Äktenskapsbrottaren
- 1959 – Det svänger på slottet
- 1958 – Damen i svart
- 1958 – Musik om bord
- 1949 – Flickan från tredje raden
- 1948 – Banketten
- 1947 – Ægtepar på vulkaner
- 1943 – Elvira Madigan